# Simsia ghiesbreghtii
Simsia ghiesbreghtii là một loài thực vật có hoa trong họ Cúc. Loài này được (A.Gray) S.F.Blake miêu tả khoa học đầu tiên năm 1913.